# スティーヴ・ロドビー
スティーヴ・ロドビー（Steve Rodby、1954年12月9日 - ）は、アメリカ合衆国のジャズ・ベーシスト。1981年にギタリスト、パット・メセニーのパット・メセニー・グループに加入して以後、主要メンバーの一人となる。

## 略歴
ロドビーはイリノイ州 ジョリエットでミュージシャン一家に生まれた。彼の父親が、12歳のときにアコースティックベース、エレクトリックベース、アンプを購入して音楽教師となった。幼い頃からクラシック音楽を聴き、ジャズを学ぶことになる高校時代まではクラシック教育を受けていた。高校の夏の間、彼はジャズ・キャンプに行き、パット・メセニー・グループの4人のメンバーのうちの3人であるパット・メセニー、ライル・メイズ、ダニー・ゴットリーブに出会った。
ロドビーは、1977年にノースウェスタン大学を卒業するまでアコースティックベースを演奏し、エレクトリックの演奏方法は独学で学んだ。シカゴのジャズ・ショーケースのハウスバンドに加わり、地元のミュージシャンや、ミルト・ジャクソン、ジョー・ヘンダーソン、アート・ファーマーなどの来訪者と一緒に演奏するようになった。1981年にパット・メセニー・グループに加わり、エレクトリックベースからスタートしたが、その後はほとんどの時間をアコースティックに費やした。それから30年間をグループ・プロジェクトやメセニーの他のプロジェクトで、ツアーに、レコーディングに、プロデュースにとメセニーの側で過ごした。メセニーと一緒に、彼は複数のグラミー賞とそのノミネートを獲得し、批評家、雑誌、読者投票から賞賛された。
ロドビーは、フレッド・サイモンとポール・マッキャンドレスの2枚のアルバム『Since Forever』『Remember the River』でコラボレーションした。2011年には、メセニー・グループの元ドラマーであるポール・ワーティコ、およびイスラエルのミュージシャンであるダニー・マルコビッチとダニ・ラビンと、Marbinのアルバム『Breaking the Cycle』でコラボレーションを行った。

## ディスコグラフィ

### リーダー・アルバム
Traut / Rodby
- Great Lawn (1987年、Columbia)
- The Duo Life (1991年、Columbia)

### 参加アルバム
パット・メセニー・グループ
- 『オフランプ』 - Offramp (1982年、ECM) ※旧邦題『愛のカフェ・オーレ』
- 『トラヴェルズ』 - Travels (1983年、ECM)
- 『ファースト・サークル』 - First Circle (1984年、ECM)
- 『コードネームはファルコン』 - The Falcon And The Snowman (1985年、EMI) ※サウンドトラック
- 『スティル・ライフ』 - Still Life (Talking) (1987年、Geffin)
- 『レター・フロム・ホーム』 - Letter From Home (1989年、Geffin)
- 『ザ・ロード・トゥ・ユー』 - The Road To You (1993年、Geffin)
- 『ウィ・リヴ・ヒア』 - We Live Here (1995年、Geffin)
- 『カルテット』 - Quartet (1996年、Geffin)
- 『イマジナリー・デイ』 - Imaginary Day (1997年、Warner Bros.)
- 『スピーキング・オブ・ナウ』 - Speaking Of Now (2002年、Warner Bros.)
- 『ザ・ウェイ・アップ』 - The Way Up (2005年、Nonesuch)

パット・メセニー
- 『シークレット・ストーリー』 - Secret Story（1992年、Geffen)
- 『ア・マップ・オブ・ザ・ワールド』 - A Map of the World（1999年、Warner) ※サウンドトラック
- 『トリオ99→00』 - Trio 99→00（2000年、Warner) ※共同プロデューサー
- 『トリオ→ライブ』 - Trio→Live（2000年、Warner) ※共同プロデューサー
- 『デイ・トリップ』 - Day Trip（2008年、Nonesuch) ※共同プロデューサー
- 『トーキョー・デイ・トリップ』 - Tokyo Day Trip（2008年、Nonesuch) ※共同プロデューサー
- 『オーケストリオン』 - Orchestrion（2010年、Nonesuch) ※共同プロデューサー
- 『ユニティ・バンド』 - Unity Band（2012年、Nonesuch) ※共同プロデューサー
- 『オーケストリオン・プロジェクト』 - Orchestrion Project（2012年、Nonesuch) ※共同プロデューサー
- KIN (←→)（2014年、Nonesuch) ※共同プロデューサー
- 『ユニティ・セッションズ』 - The Unity Sessions（2016年、Nonesuch) ※共同プロデューサー
- 『フロム・ディス・プレイス』 - From This Place (2020年、Nonesuch) ※共同プロデューサー

サイモン & バード・グループ
- Musaic (1980年、Flying Fish)
- Tear It Up (1982年、Flying Fish)
- The Enormous Radio (1984年、Flying Fish)

マイケル・ブレッカー
- 『ニアネス・オブ・ユー:ザ・バラード・ブック』 - Nearness of You: The Ballad Book (2001年、Verve Records) ※共同プロデューサー
- 『聖地への旅』 - Pilgrimage (2007年、Heads Up) ※共同プロデューサー

イリアーヌ・イリアス
- 『夢そよぐ風』 - Dreamer (2004年、Bluebird) ※共同プロデューサー
- 『サムシング・フォー・ビル・エヴァンス』 - Something for You (2007年、Blue Note) ※共同プロデューサー
- 『私のボサ・ノヴァ』 - Bossa Nova Stories (2008年、Blue Note) ※共同プロデューサー
- 『ライト・マイ・ファイアー』 - Light My Fire (2011年、Concord Picante) ※共同プロデューサー
- 『アイ・ソート・アバウト・ユー』 - I Thought About You (2013年、Concord Jazz) ※共同プロデューサー
- 『メイド・イン・ブラジル』 - Made in Brazil (2015年、Concord Jazz) ※共同プロデューサー
- 『ダンス・オブ・タイム』 - Dance of Time (2017年、Concord Jazz) ※共同プロデューサー
- 『ラヴ・ストーリーズ』 - Love Stories (2019年、Concord Jazz) ※共同プロデューサー

ライル・メイズ
- 『ストリート・ドリームス』 - Street Dreams (1988年、Geffen)
- 『フィクショナリー』 - Fictionary (1993年、Geffen) ※共同プロデューサー
- 『ソロ - 残響』 - Solo: Improvisations for Expanded Piano (2000年、Warner Bros.) ※共同プロデューサー

パット・コイル
- Schemes And Dreams (1994年、Sheffield Lab)
- Gold (1996年、Sheffield Lab)

フレッド・サイモン
- Usually/Always (1988年、Windham Hill Records)
- Open Book (1991年、Columbia)
- Remember the River (2004年、Naim)
- Since Forever (2009年、Naim)

スティーヴ・コール
- Spin (2005年、Narada Jazz)
- True (2005年、Narada Jazz)

ポール・マッキャンドレス
- Heresay (1988年、Windham Hill Records)
- Premonition (1992年、Windham Hill Records)
- Navigator (1994年、Landslide Records)

その他
- マデレイン : 『フー・イズ・シー』 - Who Is She... (1978年、United Artists Records)
- ジョン・プライン : Bruised Orange (1978年、Asylum Records)
- ジミー・レイニー : For You To Play . . . Ten Favorite Jazz Standards, Volume 20 (1979年、JA Records)
- ジェイミー・エーバーソルド : Gettin' It Together (1979年、JA Records)
- ラムゼイ・ルイス : 『ラムゼイ・モノローグ』 - Ramsey (1979年、Columbia)
- タイロン・デイヴィス : 『アイ・ジャスト・キャント・キープ・オン・ゴーイング』 - I Just Can't Keep On Going (1980年、Columbia)
- ロス・トラウト : Ross Traut (1981年、Headfirst)
- チャック・マンジョーネ : 『セイブ・トゥナイト』 - Save Tonight For Me (1986年、Columbia)
- トム・パクストン : And Loving You (1986年、Flying Fish)
- ファリード・ハーク : 『VOICES RISING』 - Voices Rising (1988年、PAND)
- トニーニョ・オルタ : 『ムーンストーン』 - Moonstone (1989年、Verve/Forecast)
- Montreux : Let Them Say (1989年、Windham Hill Records) ※ミキシング、プロデューサー
- マイケル・マンリング : 『ドラスティック・メジャーズ』 - Drastic Measures (1991年、Windham Hill Records)
- ノア : 『Noa』 - Noa (1994年、Geffen)
- クリフォード・カーター : Walkin' Into The Sun (1994年、Soul Coast)
- キム・ペンシル : Quiet Cafe (1998年、Fahrenheit Records)
- ジム・ホール&パット・メセニー : 『ジム・ホール&パット・メセニー』 - Jim Hall and Pat Metheny（1999年、Telarc) ※共同プロデューサー
- オレゴン : Oregon in Moscow (2000年、Intuition) ※プロデューサー
- ブライアン・カルバートソン : Come On Up (2003年、Warner Bros.)
- サイモン・アップル : River To The Sea (2004年、Trunk Records)
- リサ・ローレン : 『リサ・ローレン・ラヴズ・ザ・ビートルズ』 - Loves The Beatles (2006年、Planet Jazz)
- チャーリー・ヘイデン : Rambling Boy (2008年、Universal) ※共同プロデューサー
- エスペランサ : 『ラジオ・ミュージック・ソサイエティ』 - Radio Music Society (2012年、Heads Up) ※ミックス
- ライアン・コーハン : The River (2013年、Motéma Music) ※プロデューサー
- Marbin : Last Chapter Of Dreaming (2013年、Moonjune Records)
- インポッシブル・ジェントルマン : Internationally Recognized Aliens (2013年、Basho)[3][6]
- タイロン・デイヴィス : 『ラヴ・アンド・タッチ』 - Love And Touch (2015年、Solid Records) ※ストリングス
- ジョン・モウルダー : Earthborn Tales Of Soul And Spirit (2016年、Origin Records)

## グラミー賞
パット・メセニー・グループ:
- Best Jazz Fusion Performance, Vocal or Instrumental – 『オフランプ』
- Best Jazz Fusion Performance, Vocal or Instrumental – 『トラヴェルズ』
- Best Jazz Fusion Performance, Vocal or Instrumental – 『ファースト・サークル』
- Best Jazz Fusion Performance, Vocal or Instrumental – 『スティル・ライフ』
- Best Jazz Fusion Performance – 『レター・フロム・ホーム』
- Best Contemporary Jazz Performance Instrumental – 『ザ・ロード・トゥ・ユー』
- Best Contemporary Jazz Performance Instrumental – 『ウィ・リヴ・ヒア』
- Best Contemporary Jazz Performance – 『イマジナリー・デイ』
- Best Rock Instrumental Performance – 「The Roots of Coincidence」
- Best Contemporary Jazz Album – 『スピーキング・オブ・ナウ』
- Best Contemporary Jazz Album – 『ザ・ウェイ・アップ』[5]